# 허브 엘리엇
허버트 제임스 "허브" 엘리엇(영어: Herbert James "Herb" Elliott, AC, MBE, 1938년 2월 25일 ~ )은 오스트레일리아의 육상 선수로, 세계에서 가장 위대한 중거리달리기 선수들 중의 하나로 꼽힌다.

## 생애
웨스턴오스트레일리아주 퍼스의 마을인 수비아코에서 태어난 엘리엇은 크리스천 브라더스 칼리지(Christian Brothers' College, Perth)에 입학한 뒤 아퀴나스 칼리지(Aquinas College, Perth)에서 수학했다. 아퀴나스 칼리지는 스포츠 문화로 유명하였고, 엘리엇이 육상에서 성과를 거두는 데 도움을 주었다.
1958년 8월 6일 더블린에서 마일 종목의 세계 기록 3분 54.5초를 세웠고, 그달의 후반에 예테보리에서 3분 36.0초를 세워 1500m의 세계 기록을 깼다.

### 육상 경력
1958년 카디프에서 열린 코먼웰스 게임에 나간 엘리엇은 880 야드와 1 마일 종목을 우승하였다. 2년 후 로마 올림픽에서 1500m의 세계 기록 3분 35.6초와 함께 금메달을 획득하였다.
엘리엇은 더 열심히 훈련하고 자기 세대의 여러 선수들보다 더욱 자연스럽게 영향을 받으면서 자신의 코치 퍼시 세러티(Percy Cerutty)를 믿었다. 세러티 코치는 트랙을 피하고 육상 외부의 역할 모델들을 이야기하며, 멜버른 나부에 있는 포트시 훈련 캠프의 해안에 육상 훈련 선수들을 데려왔다고 한다.

### 대학 시절
로마 올림픽 우승 후에 영국의 케임브리지 대학교에서 학위 코스를 시작하였다. 1962년 케임브리지 대학교 대 AAA 매치에서 하프 마일을 달린 후 육상에서 은퇴하였다.

### 비즈니스
2005년 5월부터 엘리엇은 세계에서 5번째로 큰 철 광산 회사 포티스큐 메탈스 그룹(Fortescue Metals Group)의 부회장을 지냈으며, 2007년 3월 이래 비상임 의장으로 있었다.
2011년 8월 18일 엘리엇은 앤드루 포레스트(Andrew Forrest)의 퇴임 후 최고경영자를 맡을 것으로 예상되었지만, 부회장으로 머물 것이라고 밝혔다. 일찍이 그는 푸마 노스 아메리카(Puma North America)의 최고경영자를 지냈고, 2001년과 2006년 사이에 세계에서 가장 큰 콘돔 제조사 앤셀(Ansell)의 이사로 있었다.

### 시드니 올림픽
2000년 시드니 올림픽의 개막식에서 그는 성화 봉송 주자들 중의 하나였으며, 성화를 붙이기 전에 마지막 부분을 위하여 경기장에 들어갔다.

## 영예
엘리엇은 오스트레일리아의 "살아있는 국보(National Living Treasure)"로 선정되었으며. 웨스턴오스트레일리아 주의 영향력 있는 인물 100(Western Australia's 100 most influential people)에 꼽혔다.
그의 경력에 관한 커버 스토리가 담긴 저서로 《황금 마일》(1961)이 있다.

### 서훈
- 1964년 대영 제국 훈장 5등급(MBE)[1]
- 2002년 오스트레일리아 훈장 컴패니언(AC)